# 蒙宁根
蒙宁根是德国巴伐利亚州的一个市镇。总面积22.77平方公里，总人口1757人，其中男性921人，女性836人（2011年12月31日），人口密度77人/平方公里。